# West Glamorgan

Localização de Glamorgan Ocidental

West Glamorgan (em galês: Gorllewin Morgannwg) é um condado preservado situado no sul do País de Gales.

## História
Escavações realizadas no condado em Hen Gastell, Briton Ferry, entre 1991 e 1992, revelaram evidências de ocupação humana de elevado estatuto entre os séculos VI e X, com base nos achados de objectos importados de cerâmica e vidro, mostrando ainda que o território voltou a ser ocupado após o século XII.
O condado de West Glamorgan foi criado a 1 de abril de 1974 pelo Local Government Act 1972, resultando da divisão do antigo condado de Glamorgan em Mid, South e West Glamorgan.

O condado incorporou o borough condal de Swansea, os boroughs municipais de Neath e Port Talbot, os distritos urbanos de Glyncorrwg e Llwchwr, os distritos rurais de Gower e Pontardawe , e todo o distrito rural de Neath excepto a paróquia de Rhigos.

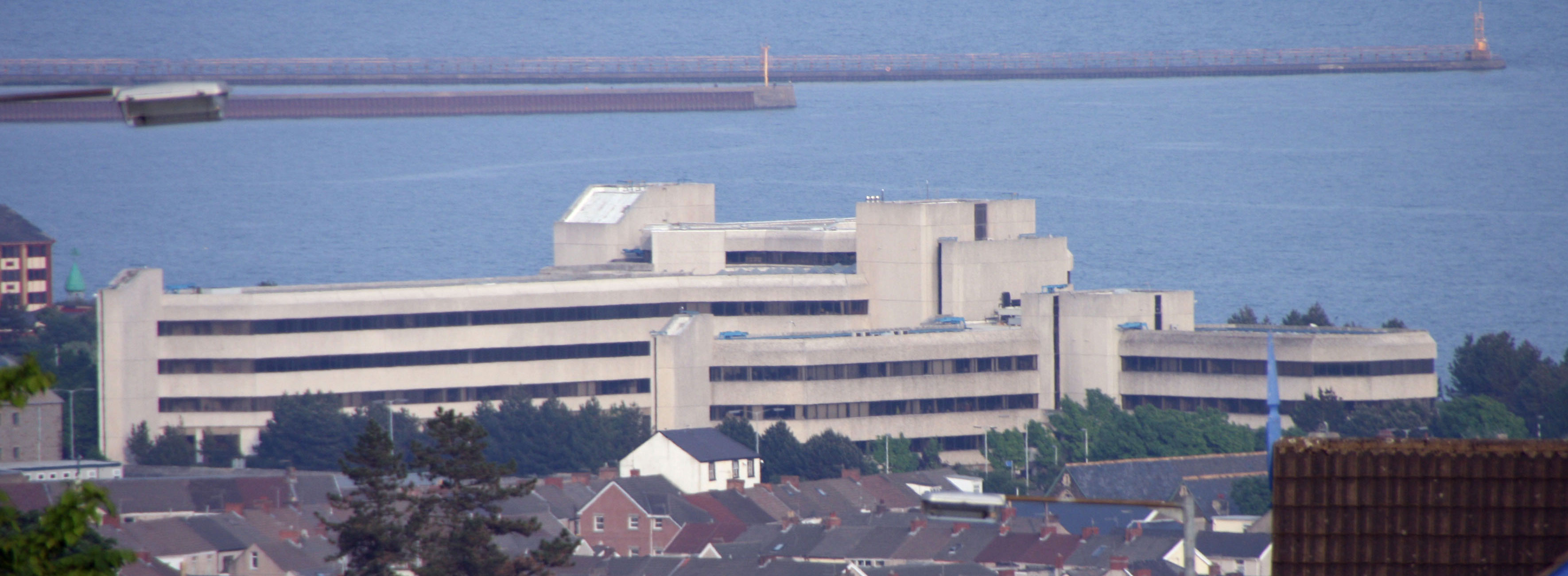
Swansea Civic Center, sede administrativa do condado de West Glamorgan entre 1982 e 1996.

Até 1996, West Glamorgan compunha.se de quatro distritos:
- Swansea – Swansea County Borough e distrito rural de Gower
- Lliw Valley – Distritos rurais de Llwchwr e Pontardawe
- Neath – Neath e distrito rural de Neath
- Port Talbot – Port Talbot e Glyncorrwg[3]

Entre julho de 1982 e 1996, o governo do condado esteve alojado no edifício então conhecido como County Hall, hoje denominado Swansea Civic Centre.
A 1 de abril de 1996, o condado foi abolido, sendo o seu território dividido pelas novas autoridades unitárias de Swansea e Neath and Port Talbot, depois designada de Neath Port Talbot.
Atualmente serve o cargo de Lord Lieutenant de West Glamorgan D. Byron Lewis, nomeado em maio de 2008 pela rainha Isabel II.

## Demografia
Um estudo publicado em 1987, e financiado pelo International Development Research Centre revelou que o coeficiente de mortalidade perinatal em West Glamorgan era quase três vezes inferior ao do município brasileiro de Pelotas, com 12,5 contra 33,7.